# Mouctar Diakhaby
Mouctar Diakhaby (* 19. Dezember 1996 in Vendôme) ist ein französisch-guineischer Fußballspieler. Der Innenverteidiger steht seit Juli 2018 beim spanischen Erstligisten FC Valencia unter Vertrag und ist guineischer Nationalspieler.

## Karriere

### Verein

#### Olympique Lyon
Mouctar Diakhaby wurde in Vendôme als Sohn guineischer Eltern geboren und wuchs in Nantes auf. Er spielte in der Jugendabteilung der USSA Vertou und des FC Nantes, bevor er im Jahr 2013 in die Nachwuchsakademie von Olympique Lyon wechselte. Im Januar 2014 bestritt er erstmals Einsätze für die Reservemannschaft Olympique Lyon II. Die darauffolgenden Saisons 2014/15 und 2015/16 spielte er bereits regelmäßig für diese Auswahl.
Zur Spielzeit 2016/17 wurde er in die erste Mannschaft befördert und absolvierte am 10. September 2016 (4. Spieltag) sein Ligadebüt bei der 1:3-Heimniederlage gegen Girondins Bordeaux. Am 18. Oktober 2016 gab er bei der 0:1-Heimniederlage gegen Juventus Turin sein Debüt in der UEFA Champions League 2016/17. In der nächsten Zeit drang er in die Startformation vor. Am 30. November 2016 (15. Spieltag) traf er beim 6:0-Auswärtssieg gegen den FC Nantes erstmals für OL. Beim 7:1-Heimsieg gegen AZ Alkmaar in der Zwischenrunde der UEFA Europa League 2016/17 erzielte er sein erstes Tor in einem internationalen Wettbewerb. In beiden Achtelfinalspielen gegen die AS Rom traf der Innenverteidiger ebenfalls und beförderte sein Team ins Viertelfinale. Mit Lyon scheiterte er im Halbfinale an Ajax Amsterdam und in der Liga klassierte man sich auf dem vierten Tabellenplatz. In dieser Saison bestritt er 22 Ligaspiele, in denen er ein Tor erzielte. Zusätzlich markierte er vier Treffer in 12 weiteren Pokalwettbewerben.
In der folgenden Saison 2017/18 verlor Diakhaby seinen Stammplatz und bestritt nur 12 Ligaspiele, in denen er ein Tor erzielte. In neun Pokalspielen gelang ihm ein weiterer Treffer.

#### FC Valencia
Am 28. Juni 2018 wechselte Mouctar Diakhaby für eine Ablösesumme in Höhe von 15 Millionen Euro zum spanischen Erstligisten FC Valencia, wo er einen Fünfjahresvertrag unterzeichnete. Am 20. August 2018 (1. Spieltag) bestritt er beim 1:1-Unentschieden gegen Atlético Madrid sein Ligadebüt. Bei den Ches pendelte er in dieser Saison 2018/19 zwischen Startformation, Bank und Reserve. Am 8. Dezember (15. Spieltag) erzielte er beim 1:1-Unentschieden gegen den FC Sevilla sein erstes Tor im Trikot seines neuen Arbeitgebers. In der UEFA Europa League 2018/19 schied man im Halbfinale gegen den FC Arsenal aus und in der Liga platzierte man sich auf dem vierten Tabellenrang. In der Copa del Rey 2018/19 lief es für den FC Valencia besser und man konnte im Endspiel den FC Barcelona besiegen. In diesem Spiel wurde Diakhaby in der Schlussphase als defensive Absicherung für den Stürmer Rodrigo Moreno eingewechselt. Er bestritt in dieser Spielzeit 38 Pflichtspiele, in denen er drei Tore erzielte.
In der folgenden Spielzeit 2019/20 behielt er seinen Status als nicht unumstrittener Stammspieler bei. In der Saison 2020/21 absolvierte er 26 von 38 möglichen Ligaspielen.

### Nationalmannschaft
Ab November 2014 spielte Mouctar Diakhaby für die französische U19-Nationalmannschaft. Im Juli 2015 nahm er mit der Auswahl an der U19-Europameisterschaft 2015 in Griechenland teil, wo er in allen vier Spielen über die volle Distanz zum Einsatz kam und mit der Mannschaft im Halbfinale gegen Spanien ausschied. Insgesamt absolvierte er in der U19 11 Länderspiele, in denen er einmal traf. Zwischen September 2015 und Mai 2016 kam er in sechs Länderspielen für die U20 zum Einsatz. Anschließend bestritt er bis Mai 2018 neun Spiele für die U21.
Im Jahr 2022 entschloss sich Diakhaby, in Zukunft für Guinea zu spielen, und wurde im Mai 2022 erstmals in den Kader der guineischen A-Nationalmannschaft berufen. Am 5. Juni 2022 gab er daraufhin bei einem Qualifikationsspiel für den Afrika-Cup gegen Ägypten sein Länderspiel-Debüt.

## Erfolge
FC Valencia
- Copa del Rey: 2018/19